# Felix Schwank

Felix Schwank, 1988

Felix Schwank (* 6. Juli 1922 in St. Gallen; † 4. August 2017 in Schaffhausen) war ein Schweizer Politiker.

## Familie
Sohn des Otto Schwank (Postverwalter). 1951 heiratete er Ruth Suter, Tochter des Emil Suter (Kaufmann).

## Karriere
Matura in Schaffhausen, 1944–49 Studium der Jurisprudenz an der Universität Zürich, wo er den Dr. iur. erwarb. 1949–50 war er Akzessist der Schaffhauser Staatskanzlei, 1950–58 Verhörrichter an den Schaffhauser Gerichten, 1959–60 Staatsanwalt in Schaffhausen. Ab 1950 war Schwank Mitglied der FDP, 1957–68 Stadtschulrat (1959–60 Präsident des Schulrates), 1961–68 Stadtrat (Finanz- und Schulreferent), 1967–89 Schaffhauser Kantonsrat, 1969–88 Stadtpräsident von Schaffhausen. Schwank setzte u. a. mit einer neuen Bauordnung und der verkehrsfreien Innenstadt wichtige Akzente bei der Stadtentwicklung Schaffhausens. Ferner förderte er kulturelle Institutionen und Initiativen. In den 1990er Jahren schrieb Schwank mehrere Bücher, die Erinnerungen und Anekdoten zum Inhalt haben. So behandelt Die verdunkelte Tante. Bubenzeit am See seine Kindheit im thurgauischen Romanshorn.
Im Schweizer Militär hatte er den Rang eines Majors inne (Militärjustiz).